# Dal Shabet
Le Dal Shabet (달샤벳?, Dal SyabetLR, Tal SyabetMR, spesso stilizzato in Dal★Shabet) sono state un gruppo musicale sudcoreano, formatosi a Seul nel 2011.
Il gruppo è stato formato dalla casa di produzione sudcoreana E-Tribe nel 2011, attraverso l'etichetta Happy Face Entertainment. Hanno debuttato nel gennaio 2011 con la pubblicazione di Supa Dupa Diva. Il gruppo ha vinto un premio come "artista rivelazione" ai ventiseiesimi Golden Disk Awards, nel gennaio 2012.

## Formazione
Ex-membri
- Serri (nata Park Mi-yeon; Seul, 16 settembre 1990) leader, voce, rap (2011-2016)
- Ah Young (nata Cho Ja-young; Seul, 26 maggio 1991) – voce, rap (2011-2016)
- Bae Woo-hee (Pusan, 21 novembre 1991) – voce (2012-2016)
- Park Subin (Gwangju, 12 febbraio 1994) – voce (2011-2016)
- Viki (nata Gang Eun-hye; Seul, 24 marzo 1988) – leader, rap (2011-2012)
- Jiyul (nata Yang Jung-yoon; Seul, 30 luglio 1991) – voce (2011-2015)
- Cho Ga-eun (Mansan, 28 luglio 1992) – voce, rap (2011-2015)

## Discografia

### Album in studio
- 2012 – Bang Bang

### Raccolte
- 2015 – The Best

### EP
- 2011 – Supa Dupa Diva
- 2011 – Pink Rocket
- 2011 – Bling Bling
- 2012 – Hit U
- 2012 – Have, Don't Have
- 2013 – Be Ambitious
- 2014 – B.B.B
- 2015 – Joker Is Alive
- 2016 – Naturalness
- 2016 – Fri. Sat. Sun

## Riconoscimenti
| Anno | Premio                                      | Categoria                     | Opera nominata   | Risultato       |
| ---- | ------------------------------------------- | ----------------------------- | ---------------- | --------------- |
| 2011 | Republic of Korea Entertainment News Awards | Popularity Award              | Dal Shabet       | Vincitore/trice |
| 2011 | Bugs Music Awards                           | Best Rookie                   | Dal Shabet       | Vincitore/trice |
| 2011 | Soompi Gayo Awards                          | Top 50 Songs - #41            | Bling Bling      | Vincitore/trice |
| 2011 | Soompi Gayo Awards                          | Top New Artists of 2011       | Dal Shabet       | Vincitore/trice |
| 2012 | Golden Disk Awards                          | Best Newcomer Artist          | Dal Shabet       | Vincitore/trice |
| 2012 | GALLUP Korea                                | Best New Female Group of 2011 | Dal Shabet       | Vincitore/trice |
| 2012 | Ministry of Health and Welfare              | Campaigning Award             | Dal Shabet       | Vincitore/trice |
| 2013 | allkpop Awards                              | Rising Star                   | Dal Shabet       | Vincitore/trice |
| 2013 | Homme Music Award                           | Played Song #1                | Have, Don't Have | Vincitore/trice |